# Кузнецов, Иван Андреевич (партийный деятель)
Иван Андреевич Кузнецов — советский хозяйственный, государственный и политический деятель.

## Биография
Родился в 1903 году в деревне Церодаровка. Член КПСС с года.
С 1916 года — на хозяйственной, общественной и политической работе. В 1916—1960 гг. — формовщик фаянсового завода, доброволец, рядовой РККА, штамповщик, закальщик стекла на заводах Харькова, зеркальщик стекла Мерефского завода, председатель профзавкома Мерефского стекольного завода, заведующий тарифно-экономическим отделом Харьковского окружного профсоюза химиков, заведующий тарифно-экономическим сектором Всеукраинского профсоюза химиков, заместитель начальника политотдела Мировской МТС, начальник политотдела Красноуфимской МТС, директор Красноуфимской МТС, помощник 2-го секретаря ЦК КП Таджкистана, заведующий организационно-инструкторским отделом, секретарь по кадрам, 3-й секретарь, 2-й секретарь, 1-й секретарь Сталинабадского горкома КП Таджикистана, 2-й секретарь Сталинабадского обкома КП Таджикистана, заведующий транспортным отделом ЦК КП (б) Таджикистана, зампред Совмина, министр местной промышленности Таджикистана, 2-й секретарь Душанбинского горкома КП Таджикистана.
Избирался депутатом Верховного Совета Таджикской ССР.
Умер после 1961 года.